# Aloe betsileensis
Aloe betsileensis ist eine Pflanzenart der Gattung der Aloen in der Unterfamilie der Affodillgewächse (Asphodeloideae). Das Artepitheton betsileensis verweist auf das Vorkommen der Art bei Betsileo.

## Beschreibung

### Vegetative Merkmale
Aloe betsileensis wächst einzeln und stammlos. Die 20 bis 30 (selten bis zu 50) dreieckigen, zur Spitze hin leicht verdrehten Laubblätter bilden dichte Rosetten. Die trübgrüne, rötlich überhauchte Blattspreite ist 30 bis 40 Zentimeter lang und 7 bis 9 Zentimeter breit. Die rötlichen, stechenden Zähne am Blattrand sind 2 bis 3 Millimeter lang und stehen 8 bis 12 Millimeter voneinander entfernt. Der Blattsaft ist trocken gelb.

### Blütenstände und Blüten
Bei Jungpflanzen erreicht der einfache Blütenstand eine Höhe von 60 Zentimetern. Bei ältere Pflanzen sind drei bis fünf Zweige vorhanden und der Blütenstand wird 70 bis 100 Zentimeter und mehr hoch. Die sehr dichten, zylindrischen Trauben sind 30 bis 35 Zentimeter lang und 4 bis 5 Zentimeter breit. Die sitzenden Blüten sind in 13 spiralförmig verdrehten Reihe angeordnet. Die rötlichen, eiförmig-stumpfen, fleischigen Brakteen weisen eine Länge von 8 bis 10 Millimeter auf und sind 6 bis 8 Millimeter breit. Die leicht glockenförmigen, gelben Blüten besitzen orangefarbene Spitzen, sind 15 Millimeter lang und an ihrer Basis gerundet. Auf Höhe des Fruchtknotens weisen sie einen Durchmesser von 7 Millimeter auf. Zur Mündung hin sind die Blüten auf 9 Millimeter erweitert. Ihre äußeren Perigonblätter sind nicht miteinander verwachsen. Die Staubblätter ragen 3 bis 4 Millimeter und der Griffel ragt 5 Millimeter aus der Blüte heraus.

### Genetik
Die Chromosomenzahl beträgt {\displaystyle 2n=14}.

## Systematik und Verbreitung
Aloe betsileensis ist auf Madagaskar in felsigem Grasland in Höhenlagen von 800 bis 1400 Metern verbreitet. 
Die Erstbeschreibung durch Henri Perrier de La Bâthie wurde 1926 veröffentlicht.

## Nachweise